# Glenea galathea
Glenea galathea é uma espécie de escaravelho da família Cerambycidae. Foi descrito por James Thomson em 1865.